# الدوري التونسي لكرة اليد 1994–95
الدوري التونسي لكرة اليد 1994-1995 هو الدورة 40 من الدوري التونسي لكرة اليد للرجال.
فاز بهذا الموسم الترجي الرياضي التونسي.

## روابط خارجية
- الموقع الرسمي للجامعة التونسية لكرة اليد.